# Charlotte Best (atleta)
|  | Per a altres significats, vegeu «Charlotte Best». |

Charlotte Best (Redhill, Surrey, 7 de març de 1985) és una ex-corredora de mitjana distància anglesa. Representà al Regne Unit a la prova dels 1.500 metres llisos als Campionat del Món d'atletisme en pista coberta de 2010 sense avançar de la primera ronda. A més a més guanyà medalles de bronze a la Universíada d'estiu de 2007 i 2011.

## Competicions internacionals
| Representant Regne Unit | Representant Regne Unit            | Representant Regne Unit | Representant Regne Unit | Representant Regne Unit | Representant Regne Unit |
| Any                     | Campionat                          | Lloc                    | Posició                 | Prova                   | Temps                   |
| ----------------------- | ---------------------------------- | ----------------------- | ----------------------- | ----------------------- | ----------------------- |
| 2004                    | Campionat del Món júnior           | Grosseto, Itàlia        | 5a                      | 4 x 400 m. relleus      | 3:33.67                 |
| 2007                    | Campionat d'Europa sub-23          | Debrecen, Hongria       | 5a                      | 800 m.                  | 2:02.72                 |
| 2007                    | Universíada                        | Bangkok, Tailàndia      | 3a                      | 800 m.                  | 2:01.50                 |
| 2010                    | Campionat del Món en pista coberta | Doha, Qatar             | 13a (h)                 | 1500 m.                 | 4:16.40                 |
| 2011                    | Universíada                        | Shenzhen, RP Xina       | 15a (sf)                | 800 m.                  | 2:06.53                 |
| 2011                    | Universíada                        | Shenzhen, RP Xina       | 3a                      | 4 x 400 m. relleus      | 3:33.09                 |

## Marques personals
Les millors marques personals de Best al llarg de la seva trajectòria professional foren:

### Exterior
- 400 metres – 54.97 (Loughborough 2007)
- 800 metres – 2:01.50 (Bangkok 2007)
- 1000 metres – 2:39.68 (Oslo 2012)
- 1500 metres – 4:16.57 (Watford 2007)
- Una milla – 4:45.72 (Sheffield 2005)

### Interior
- 600 metres – 1:34.89 (Birmingham 2006)
- 800 metres – 2:05.25 (Sheffield 2012)
- 1000 metres – 2:49.96 (Birmingham 2006)
- 1500 metres – 4:12.29 (Birmingham 2009)
- Una milla – 4:32.29 (Birmingham 2010)